# Mniszka karaibska
Mniszka karaibska, mniszka antylska (Neomonachus tropicalis) – wymarły gatunek drapieżnego ssaka z rodziny fokowatych (Phocidae).

## Taksonomia
Gatunek po raz pierwszy zgodnie z zasadami nazewnictwa binominalnego opisał w 1840 roku angielski zoolog John Edward Gray nadając mu nazwę Phoca tropicalis. Holotyp pochodził z Pedro Cays, 80 km na południe od Jamajki.
Na podstawie badań molekularnych i biologicznych taksony M. tropicalis i M. schauinslandi umieszczono w rodzaju Neomonachus; drogi rozwojowe Monachus i Neomonachus rozeszły się w miocenie około 6,3 mln lat temu, zaś drogi rozwojowe M. tropicalis i M. schauinslandi w pliocenie, 3,67 mln lat temu. Autorzy Illustrated Checklist of the Mammals of the World uznają ten gatunek za monotypowy.

### Etymologia
- Neomonachus: gr. νεος neos „nowy”; rodzaj Monachus Fleming(inne języki), 1822 (mniszka)[5].
- tropicalis: nowołac. tropicalis „tropikalny”, od łac. tropicus „tropikalny”, od tropicus „obracanie”, od gr. τροπικος tropikos „przesilenie”, od τροπη tropē  „obrócenie”, od τρεπω trepō „zmienić”[11].

## Zasięg występowania
Mniszka karaibska znana była głównie z Morza Karaibskiego i ze wschodniej części Zatoki Meksykańskiej, występując na licznych wyspach i zatokach, takich jak Bahamy, Wielkie i Małe Antyle, półwysep Jukatan i na południowy zachód wzdłuż wybrzeży Ameryki Środkowej i Południowej, aż po Gujanę oraz wzdłuż wybrzeży Florydy i Georgii w Stanach Zjednoczonych.

## Morfologia
Długość ciała samców około 226 cm (1 dorosły osobnik), samic 199–224 cm (4 dorosłe osobniki); masa ciała dla samicy przebywającej w niewoli, która była obficie żywiona i miała mało miejsca do ćwiczeń, wynosiła 163 kg. Skóra młodego osobnika, który mógł mieć zaledwie kilka dni, mierzyła 107 cm. Skóra ciemnoszarobrunatna  na grzbiecie, natomiast na brzuchu żółtawa.

## Ekologia
Nigdy nie została dokładnie zbadane, można przypuszczać, że było podobne do dwóch pozostałych gatunków mniszek (mniszka śródziemnomorska i mniszka hawajska).

## Status zagrożenia i wymarcie
W Czerwonej księdze gatunków zagrożonych Międzynarodowej Unii Ochrony Przyrody i Jej Zasobów został zaliczony do kategorii EX (ang. extinct „wymarły”). Ostatni wiarygodny zapis pochodzi z 1952 roku z małej kolonii z Seranilia Bank, grupie maleńkich wysepek koralowych w połowie drogi między Jamajką a Hondurasem. Mimo licznych badań od tego czasu nie został dotąd zlokalizowany i uważa się, że wyginął. Ostatnie zapisy N. tropicalis przypisuje się wędrującym osobnikom kapturnika morskiego (Cystophora cristata). Mniszka karaibska była liczebna, gdy została odkryta i prawdopodobnie przebywała w od 14 do 16 koloniach rozsianych po Karaibach, zanim człowiek zaczął na nią polować w celach konsumpcyjnych (pożywienie i olej) do 1850 roku; po tym, jak liczebność populacji stała się zbyt niska dla polowań komercyjnych, polowania kontynuowano na mniejszą skalę.